# Фесенко, Михаил Тимофеевич
Михаил Тимофеевич Фесенко (17 декабря 1910 года — 24 октября 1974 года) — директор Рижского электромашиностроительного завода Министерства электротехнической промышленности СССР, Латвийская ССР. Герой Социалистического Труда (1971). Депутат Верховного Совета Латвийской ССР 8-го созыва.

## Биография
Родился в 1910 году в шахтёрской семье на шахте «Иван» (в 1940-е годы — Макеевский район Сталинской области).
В 1936 году окончил Харьковский электротехнический институт. Трудился в Харькове и Ярославле. В 1940 году вступил в ВКП(б). Участвовал в Великой Отечественной войне. Воевал в звании старшего лейтенанта-техника, инженера-капитана в составе 31-го ОВС 11-го Управления военно-полевого строительства (УВПС) 1-го Украинского фронта, 55-го УВПС при обороне Сталинграда.
С января 1957 по 1971 года — директор Рижского электромашиностроительного завода.
Указом Президиума Верховного Совета СССР от 20 апреля 1971 года удостоен звания Героя Социалистического Труда «за особые заслуги в выполнении заданий пятилетнего плана по развитию электротехнической промышленности» с вручением ордена Ленина и золотой медали Серп и Молот.
Избирался делегатом XXII съезда КПСС, депутатом Верховного Совета Латвийской ССР 8-го созыва от Рижского избирательного округа № 66.
Умер в октябре 1974 года. Похоронен на Первом Лесном кладбище в Риге.
Награды и звания
- Герой Социалистического Труда
- Орден Ленина
- Медаль «За боевые заслуги» (06.11.1943)
- Медаль «За оборону Сталинграда»
- Медаль «За победу над Германией в Великой Отечественной войне 1941—1945 гг.» (09.05.1945)